# TVNZ 1
TVNZ 1 – pierwszy kanał nowozelandzkiej telewizji publicznej. Ramówka stacji obejmuje m.in. wiadomości i programy sportowe.